# Afrozoila
Afrozoila is een geslacht van weekdieren uit de klasse van de Gastropoda (slakken).

## Soorten
- Afrozoila caputavisensis (Beets, 1987) †
- Afrozoila fultoni (G. B. Sowerby III, 1903)
- Afrozoila gendinganensis (K. Martin, 1899) †
- Afrozoila kendengensis (F. A. Schilder, 1941) †
- Afrozoila schilderi (Dey, 1941) †
- Afrozoila teulerei (Cazenavette, 1845)
- Afrozoila zietsmani (Liltved & Le Roux, 1988) †